# 염선희
염선희 (1983년 1월 11일 ~ )는 대한민국의 전직 방송인, 전직 스타크래프트 프로게이머 연습생이다. 2004년 12월경 손목부상으로 활동을 중단하며 이후 사실상 은퇴.

## 개요

### 방송 활동
피아니스트 지망생이었으며 유년시절 피아노 대회 입상을 계기로 영창피아노 광고의 아역 모델로 출연한 바 있다. 과한 연습으로 손목 터널 증후군을 앓게 되어 피아노를 오래 칠 수 없게 된 염선희는 이후 피아니스트의 꿈은 접는다.
중학교 졸업 이후 미국에 유학하던 중 대학에 다니던 중 휴학하고 2003년 온게임넷 게임자키 모집에 응모, 합격하여 방송에 데뷔하였다. 당시 온게임넷의 인기 스타크래프트 예능 프로그램인 《CU@배틀넷》의 진행을 맡으며 방송인으로 활동하였다.

### 스타크래프트 게이머
이후 2004년 팬택앤큐리텔 큐리어스의 창단과 함께 연습생으로 영입되어 스타크래프트 게이머로 활동을 시작하였다.
게이머 전향 이후 2004 SKY 프로리그 팬택앤큐리텔 큐리어스 벤치에 꾸준히 모습을 비추었으나 경기에 출전한 적은 없었다. 이는 출전자격이 없었기 때문으로, 당시 규정상 KeSPA 프로게이머 자격이 있어야 출전이 가능하였는데, 염선희는 프로게이머 커리지 매치를 통과한 이력이 없었기에 실제로는 연습생 신분이었고 프로리그에 출전할 수 없었다.
2004년 말부터 2005년 초까지 이어진 제4차 game TV 스타리그 여성부에 초청선수 자격으로 참가하였다. 풀리그로 치러지는 해당 대회에서 염선희는 첫 경기인 이지혜와의 경기에서 패한 후, 잔여 8경기는 손목부상으로 기권패하였기에 이지혜와의 경기는 염선희의 유일한 방송경기로 남게 되었다.

## 경력

### 방송
- 2003년 온게임넷 《CU@배틀넷》 진행 (공동 진행자: 정성한, 강도경, 김정민)

### 여성 리그
- 2004년 제4차 game TV 스타리그 여성부 참가 (방송경기 1패, 잔여 8경기 기권패)

### 하부리그 예선 및 기타리그
- 2004년 온게임넷 2차 챌린지리그 예선 M조 (vs 곽동훈 0:2 패)
- 2004년 MBC게임 4차 마이너리그 예선 (vs 진영수 0:2 패)

## 기타
- 방송경기가 여성리그 1경기에 불과하고, 커리지 매치를 통한 프로게이머 자격통과 기록도 없어 실력이 어느정도 되는지는 알려지지 않았으나, 염선희의 프로게이머 도전을 취재한 당시 경향게임스는 기사에서 ‘네오게임아이’ 채널에서 100위권을 기록하였다고 보도한 바 있다.[5]
- 당시 서지수의 영향을 받아 게이머에 도전하게 되었다고 말한 바 있다.[8]
- 염선희는 당시 인터뷰에서, 여성 프로게이머 중 최고 인기선수이자 최강자였던 서지수를 목표로 한다는 등 서지수에 대한 언급이 많았고[2][8][9], 송호창 감독 등 팀 관계자 및 게임방송 관계자들의 관심도 높았으나[3][10], 서지수 측에서는 “염선희가 대회 본선에 올라오면 된다”며 특별전을 통한 맞대결을 거절하였고[10], 서지수의 소속팀 SouL의 김은동 감독은 아마추어와의 대결은 있을 수 없다고 일축한 바 있다.[10]
- 프로게이머 도전을 선언한 당시 인터뷰(2004년 8월)에서, “2005년 9월로 예정된 복학까지 시간이 남아 도전한다”는 발언[8]으로 보아 도전 기간은 약 1년 정도였던 것으로 추정된다.